# 216
216（二百十六、にひゃくじゅうろく）は自然数、また整数において、215の次で217の前の数である。

## 性質
- 216は合成数であり、約数は1, 2, 3, 4, 6, 8, 9, 12, 18, 24, 27, 36, 54, 72, 108, 216である。
  - 約数の和は600。
  - 50番目の過剰数である。1つ前は210、次は220。
- 216 = 63
  - 6番目の立方数である。1つ前は125、次は343。
  - 完全数6の立方数である。次は21952。(オンライン整数列大辞典の数列 A133052)
  - n = 3 のときの 6n の値とみたとき1つ前は36、次は1296。
- 216 = 13 × 23 × 33
  - 自然数の3乗の積とみたとき1つ前は8、次は13824。
- 216 = (3!)3
  - n = 3 のときの (n!)3 の値とみたとき1つ前は8、次は13824。(オンライン整数列大辞典の数列 A000442)
  - n = 3 のときの (n!)n の値とみたとき1つ前は4、次は331776。(オンライン整数列大辞典の数列 A036740)
- 216 = 1 × 6 × 36
  - 初項 1、公比 6 の等比数列における第3項までの総乗である。1つ前は6、次は46656。(オンライン整数列大辞典の数列 A109354)
    - この値は n = 3 のときの 6n(n−1)/2 の値である。
- 216 = 2 × 33 × 4 = 35 − 33
  - n = 3 のときの n 5 − n 3 の値とみたとき1つ前は24、次は960。(オンライン整数列大辞典の数列 A133754)
- 65番目のハーシャッド数である。1つ前は210、次は220。
  - 9を基とする21番目のハーシャッド数である。1つ前は207、次は225。
  - 立方数がハーシャッド数になる4番目の数である。1つ前は27、次は512。
- 216 = 23 × 33
  - 2つの異なる素因数の積で p 3 × q 3 の形で表せる最小の数である。次は1000。(オンライン整数列大辞典の数列 A162142)
  - 2i × 3 j (i ≧ 1, j ≧ 1) の形で表せる14番目の数である。1つ前は192、次は288。(オンライン整数列大辞典の数列 A033845)
  - 2i × 3 j (i ≧ 0, j ≧ 0) の形で表せる26番目の数である。1つ前は192、次は243。(オンライン整数列大辞典の数列 A003586)
    - この数で表せるN進法での逆数は有限小数になる。
例．1/216 = 1/1000(6) = 0.001(6) 、1/216 = 1/160(12) = 0.008(12)
- 1/216 = 0.004629… (下線部は循環節で長さは3)
  - 逆数が循環小数になる数で循環節が3になる10番目の数である。1つ前は185、次は222。(オンライン整数列大辞典の数列 A069105)
- 216 = 8 × 33
  - n = 3 のときの 8 × 3n の値とみたとき1つ前は72、次は648。(オンライン整数列大辞典の数列 A005051)
- 216 = (2 × 3)3
  - n = 3 のときの (2n) 3 の値とみたとき1つ前は64、次は512。(オンライン整数列大辞典の数列 A016743)
  - n = 3 のときの (2n)n の値とみたとき1つ前は16、次は4096。(オンライン整数列大辞典の数列 A062971)
  - n = 2 のときの (3n)3 の値とみたとき1つ前は27、次は729。(オンライン整数列大辞典の数列 A016767)
  - n = 1 のときの {2(2n + 1)}3 の値とみたとき1つ前は8、次は1000。(オンライン整数列大辞典の数列 A016827)
- 216 = 6 × 62
  - n = 6 のときの 6n 2 の値とみたとき1つ前は150、次は294。(オンライン整数列大辞典の数列 A033581)
- 216 = 33 + 43 + 53 = 63
  - プラトン数でありw n + x n + y n = z n を満たす、唯一の w, x, y, z が連続した解である。
  - 3連続整数の立方和で表せる数である。1つ前は99、次は405。
  - 3つの正の数の立方数の和1通りで表せる29番目の数である。1つ前は197、次は218。(オンライン整数列大辞典の数列 A025395)
  - 異なる3つの正の数の立方数の和1通りで表せる10番目の数である。1つ前は197、次は225。(オンライン整数列大辞典の数列 A025399)
  - n = 3 のときの 3n + 4n + 5n の値とみたとき1つ前は50、次は962。(オンライン整数列大辞典の数列 A074547)
  - n からの n 連続整数の立方和で表せる数である。１つ前は35、次は748。(オンライン整数列大辞典の数列 A240137)
- 216 = 360 × 3/5
  - 角度の 3/5 周は216度である。
- 216 = 61+2 であり、8番目のフリードマン数(Friedman number)。1つ前は153、次は289。
- 縦、横、斜めの各列にある3つの数の積が全て216である魔方陣

{\displaystyle {\begin{pmatrix}2&9&12\\36&6&1\\3&4&18\end{pmatrix}}}
- 216 = 107 + 109
  - 双子素数の和で表せる10番目の数である。1つ前は204、次は276。
- 各位の立方和が平方数になる26番目の数である。1つ前は213、次は220。(オンライン整数列大辞典の数列 A197039)
23 + 13 + 63 = 225 = 152
- 216 = 42 + 62 + 82 + 102
  - 4連続偶数の平方和で表せる数である。1つ前は120、次は344。
- 216 = 22 + 42 + 142 = 42 + 102 + 102 = 62 + 62 + 122
  - 3つの平方数の和3通りで表せる22番目の数である。1つ前は186、次は219。(オンライン整数列大辞典の数列 A025323)
- 216 = 22 + 42 + 142
  - 異なる3つの平方数の和1通りで表せる67番目の数である。1つ前は214、次は219。(オンライン整数列大辞典の数列 A025339)
- n = 2 のときの n と 8n を並べてできる数である。1つ前は18、次は324。(オンライン整数列大辞典の数列 A009470)
- n = 216 のとき n と n + 1 を並べた数を作ると素数になる。n と n + 1 を並べた数が素数になる28番目の数である。1つ前は200、次は242。(オンライン整数列大辞典の数列 A030457)
- 216 = 152 − 9
  - n = 15 のときの n 2 − 9 の値とみたとき1つ前は187、次は247。(オンライン整数列大辞典の数列 A028560)
- 216 = 152 − (2 + 2 + 5)
  - n = 15 のときの n 2 とその各位の和との差とみたとき1つ前は180、次は243。(オンライン整数列大辞典の数列 A224977)
- 216 = 212 − 225
  - n = 21 のときの n 2 − 152 の値とみたとき1つ前は175、次は259。(オンライン整数列大辞典の数列 A132772)
- 約数の和が216になる数は5個ある。(102, 110, 142, 159, 187) 約数の和5個で表せる4番目の数である。1つ前は192、次は588。

## その他 216 に関連すること
- 西暦216年
- 紀元前216年
- 年始から数えて216日目は8月4日、閏年は8月3日。
- 256未満の最大の三乗数であり、1バイトで三原色を平均的に扱う場合に取れる最大の色数。webセーフカラーとして知られる。
  - LinuxとWindowsなど閲覧環境に左右され難いためセーフとつく。
- 第216代ローマ教皇はユリウス2世（在位：1503年11月1日～1513年2月21日）である。
- 警視庁機動捜査隊216は、TBS系で放送されている刑事ドラマシリーズ。
- UFC 216
- ISO 216
- RD-216
- 第216師団 (日本軍)
- エア・インディアナ216便墜落事故
- G216国道
- 国際連合安全保障理事会決議216